# Sepekov
Sepekov je městys v okrese Písek v Jihočeském kraji. Leží zhruba pět kilometrů jihovýchodně od Milevska. Žije v něm přibližně 1 400 obyvatel.

## Historie
Sepekov patří k nejstarším obcím píseckého okresu. Okolí bylo již v době bronzové a železné osídleno, o čemž svědčí mohyly v lese Chlumu.
První písemná zmínka o Sepekově pochází z roku 1243. Sepekov dostal dědictvím v roce 1194 nejstarší syn Vítka I. z Prčice – Vítek II. starší. Původně se psal jako Vítek ze Sepekova, avšak později jakožto zakladatel Českého Krumlova a předek pánů z Krumlova získal po vzoru svých potomků také přídomek z Krumlova. Jeho vnuci Vítek a Budivoj drželi Skalici a Sepekov společně. Vítek se psal v roce 1251 jako Vítek ze Sepekova. V roce 1272 se připomíná Budivoj, který měl se svou manželkou Perchtou z Falkenštejna syna Záviše z Falkenštejna.
Od roku 1279 do roku 1290 ves patřila k majetku pražského biskupa Tobiáše z Bechyně. Jeho pozdější nástupce Jan IV. z Dražic byl nucen obhajovat držení tohoto majetku proti Hynkovi z Lichtenburka. Hynek tvrdil, že mu tento majetek náleží jako dědictví po jeho tchánovi Záviši z Falkenštejna. Král potvrdil biskupský nárok v roce 1306. V roce 1307 vyměnil biskup Jan IV. z Dražic Sepekov i s příslušenstvím s Jindřichem z Rožmberka za jiné statky. Tím byl Sepekov přičleněn k Rožmberskému dominiu. Poté byl Sepekov často zastavován a roku 1484 byl prodán Zdeslavovi ze Šternberka. Za husitských válek byl Sepekov vypálen. Od roku 1530 patřil k bechyňskému panství. V roce 1569 bylo bechyňské panství prodané Petru Vokovi z Rožmberka. Společně s ostatním milevským panstvím přešla ves do držení Hodějovských z Hodějova. Po pobělohorských konfiskacích patřil Sepekov k majetku premonstrátského Strahovského kláštera.
Škola byla zřízena roku 1684. Prvním učitelem byl Jindřich Levhartický se svou manželkou. Vyučovalo se v soukromých místnostech. Roku 1788 byla poblíž budovy fary postavená školní budova. Starý hřbitov, který býval u kostela svatého Mikuláše, byl zrušen 14. června 1787 a zároveň byl založen současný hřbitov. Mariánské poutní místo s milostnou sochou spravovali strahovští premonstráti, kteří také 1730 zahájili přestavbu kostela. Dokončený chrám vysvětil v neděli 27. září 1733 na svátek svatého Kosmy a Damiána pražský pomocný biskup Jan Rudolf Špork. Kostel je obklopen ambity s kaplemi v rozích (1760–1767).
V roce 1842 měl Sepekov 122 domů a 861 obyvatel. V roce 1892 172 domů a 1 136 obyvatel. V roce 1930 zde bylo 206 popisných čísel a 1 063 obyvatel. Sbor dobrovolných hasičů byl v obci založen roku 1891. V roce 1911 si nechaly sestry Josefina a Růžena Blažkovy, siamská dvojčata původem z nedalekého Skrýchova u Opařan, postavit v Sepekově hostinec Na zastávce, kam se vracely trávit svou dovolenou. V roce 1933 před oslavami 200. výročí založení chrámu byly provedeny nákladné opravy kostela a ambitů.
Od 10. října 2006 byl obci vrácen status městyse.

## Přírodní poměry
Sepekovem protéká Milevský potok. Asi dva kilometry severozápadně od centra se nachází přírodní památka Lom Skalka u Sepekova. Jihovýchodně od obce se nachází přírodní památka Smutný chránící meandrující tok Smutného potoka s břehovými porosty.

## Obyvatelstvo
| Rok            | 1869  | 1880  | 1890  | 1900  | 1910  | 1921  | 1930  | 1950  | 1961  | 1970  | 1980  | 1991  | 2001  | 2011  | 2021  |
| -------------- | ----- | ----- | ----- | ----- | ----- | ----- | ----- | ----- | ----- | ----- | ----- | ----- | ----- | ----- | ----- |
| Počet obyvatel | 1 700 | 1 675 | 1 681 | 1 630 | 1 621 | 1 707 | 1 604 | 1 356 | 1 491 | 1 454 | 1 422 | 1 341 | 1 363 | 1 321 | 1 318 |
| Počet domů     | 245   | 263   | 268   | 271   | 275   | 282   | 304   | 337   | 351   | 371   | 391   | 467   | 497   | 521   | 549   |

## Správa městyse

### Části městyse
Městys Sepekov se skládá ze tří částí na třech katastrálních územích
- Sepekov (i název k. ú.)
- Líšnice (k. ú. Líšnice u Sepekova)
- Zálší (k. ú. Zálší u Sepekova)

### Symboly městyse
Znak a vlajka byly městysi uděleny rozhodnutím předsedy Poslanecké sněmovny Parlamentu České republiky dne 22. listopadu 2001.
Hlavním symbolem oficiálního znaku a vlajky je zelená pětilistá šípková růže odkazující na počátky městyse, kdy byl Sepekov v držení pánů z Krumlova. Ti měli ve svém erbu zelenou pětilistou růži na stříbrném poli. Pětilistá růže byla symbolem všech rozrodů Vítkovců.

### Členství ve sdruženích
Obec je členem sdružení Čechy nad zlato, které vzniklo v roce 1996 za účelem ochrany životního prostředí v oblastech ohrožených průzkumem ložisek a těžbou zlata.

## Doprava
Podél severního okraje městečka vedou silnice I/19 a železniční trať Tábor–Ražice, na které se nachází zastávka Sepekov.

## Pamětihodnosti

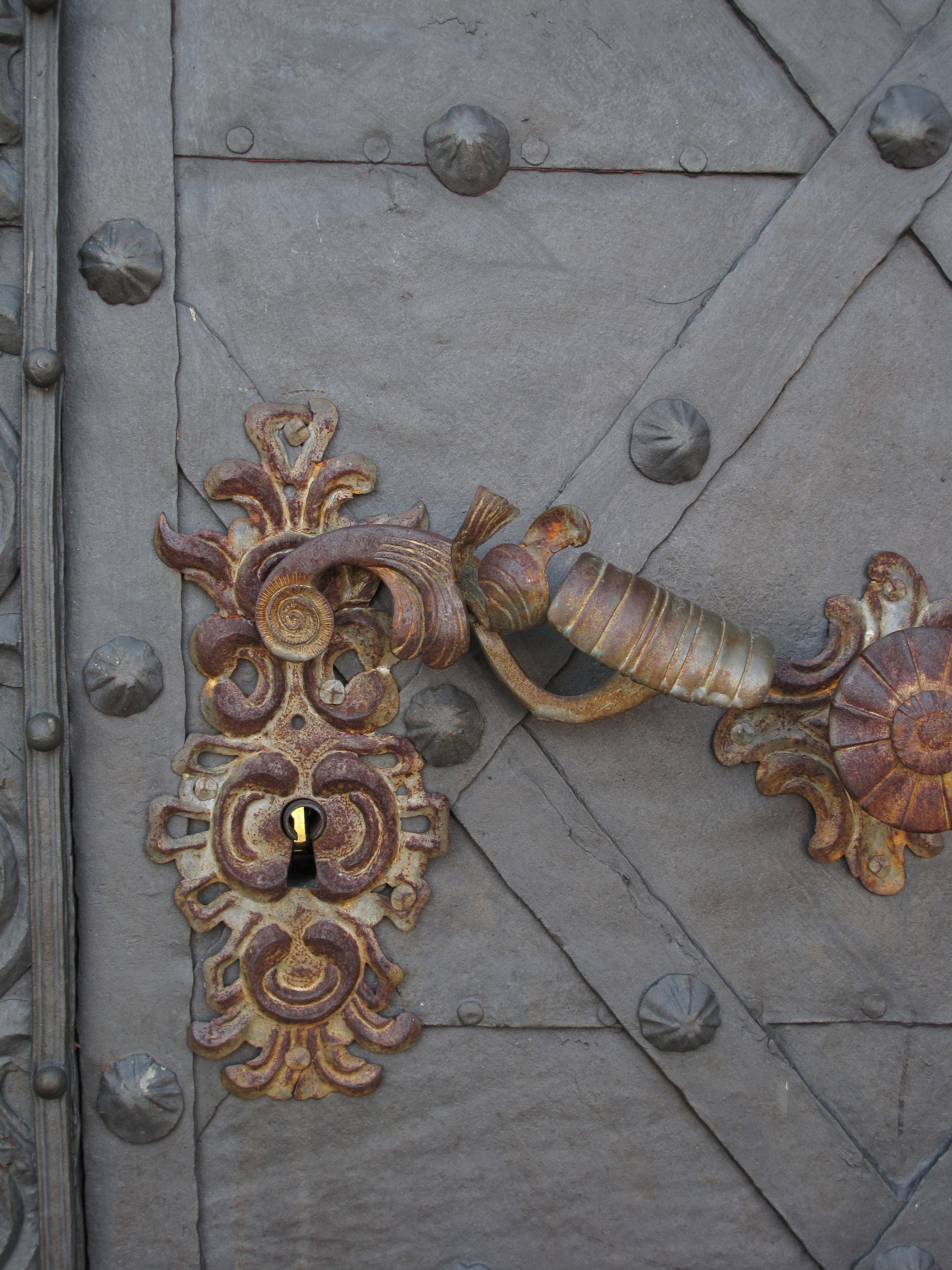
Klika lorety kostela Jména Panny Marie

- Zaniklý farní kostel svatého Mikuláše z roku 1321, byl původní gotický kostel v Sepekově. Zrušen v rámci reforem císaře Josefa II. jako nadbytečný. Zvony a vnitřní zařízení kostela byly darovány, obraz svatého Mikuláše byl opraven a přenesen do nového kostela Jména Panny Marie. V roce 1788 byl kostel prodán ve veřejné dražbě a v roce 1789 přestavěn na obytný dům. Po požáru 16. prosince 1912 zbyly pouze kostelní zdi. V době první světové války byly prostory využívány pro vojenské účely.
- Poutní kostel Jména Panny Marie je barokní stavba z let 1730–1733, postavený na místě kapličky, kterou měl údajně založit milevský opat Jarloch. Malby v interiéru chrámu jsou dílem malíře Siarda Noseckého[14]
- Budova fary byla postavena roku 1736. Schody vedoucí od fary do vesnice byly postaveny 1773.[6]
- Boží muka okolo roku 1815 se nachází v lese Chlum poblíž staré cesty ze Sepekova do Podboří. Jde o zděnou stavbu.[15]
- Výklenková kaple Krista bičovaného se nachází u zadního vchodu do barokní kostela Panny Marie. Je z roku 1818. Byla postavena na náklady tamějšího duchovního správce Řehoře, který ji také vysvětil.[16]
- Výklenková kaple zasvěcená svatému Janu Nepomuckému je u komunikace směrem na Milevsko. Druhý používaný název je U Kofroňů.[16]
- Výklenková kaple Na Maděrovce je zasvěcená Panně Marii Sepekovské. Nachází se u komunikace na Podboří, zhruba kilometr od Sepekova. Podle pověsti si ji nechal postavit místní občan z čp. 1 Josef Svatoš po požáru svého obydlí.[16]
- Výklenková kaple zasvěcená Panně Marii Sepekovské se nachází v lese nazývaném V Borku nedaleko.[16]
- Kaple zasvěcená Panně Marii Sepekovské se nachází u cesty z nádraží. Vznik se datuje okolo roku 1851. Tomuto místu se také říká Na pokloništi.[16]
- Na Staňkově naproti kapličce za tratí se na louce nacházel smírčí kříž. Nyní je umístěný v expozici Milevského muzea. Tomuto místu se říká Na Braniborkách. Kříž označoval hrob padlých vojáků z tzv. bitvy u Staňkova mezi Francouzi a Uhry z roku 1744. Smírčí kříž zde byl až do šedesátých let 20. století. Když zde oral místní traktorista a potřeboval zátěž na radlici, použil tento kříž. Po práci kříž vysypal nedaleko od Milevska. Zde byl nalezen a odvezen na trakaři do Milevského muzea.[17]
- Památkově chráněné jsou také archeologické stopy tvrze Skalice a čtveřice mohylníků v lesích Chlum Osičany a při rybníku Chobot. Jedním z nich je mohylové pohřebiště na Chlumu.
- Kamenný viadukt Milevsko–Staňkov

## Rodáci
- Záviš z Falkenštejna (1250–1290)[18]
- Petr ze Sepekova (Petrus de Sepekov), rektor vysokého učení pražského Univerzity Karlovy[5]
- Bohumil Šíma (1928–1955), četař letectva Royal Air Force, plukovník letectva „In memoriam“[19]

## Pověsti
První pověst se vztahuje k výklenkové kapli Na Pokloništi. Podle této pověsti žil v Uhrách slepý hoch. Rodiče, kteří se nechtěli s jeho postižením smířit, putovali od jednoho poutního místa k druhému. Marně. Jednou se jim ve snu zjevil obraz neznámé Panny Marie. Nechali si sen vyložit u místního kněze a za pomoci svatých obrázků poznali svou svatou ze snu. Vydali se do Čech na poutní místo, do Sepekova. Když byli na dohled kostelu, na tomto místě, slepý hoch vykřikl, že již vidí kostelíček. Byl uzdravený. Vděční rodiče nechali postavit na místě, kde dnes stojí kaple, kříž jako projev svých díků.
Druhá pověst se vztahuje k nedalekému Staňkovu, k místu, kde se říká Na Braniborkách. V roce 1744 se zde 3. října strhla bitva mezi Francouzi a Uhry. Generál Nadáczsy bojoval proti Francouzům a Bavorům. Velitel jeho husarů, plukovník Dessewfy se v těchto místech dostal do léčky. Vzpomněl si na obraz Panny Marie, který si den předtím prohlížel v zdejším chrámu. Modlil se k ní, prosil o pomoc. S velikou odvahou se jemu i jeho mužům podařilo dostat se z obklíčení. Později plukovník Dessewfy věnoval z vděčnosti místnímu kostelu dubové vyřezávané lavice, zdobené jeho erbem a dojížděl i na poutě. Dokonce odkázal v závěti svůj majetek zdejšímu kostelu.

## Galerie

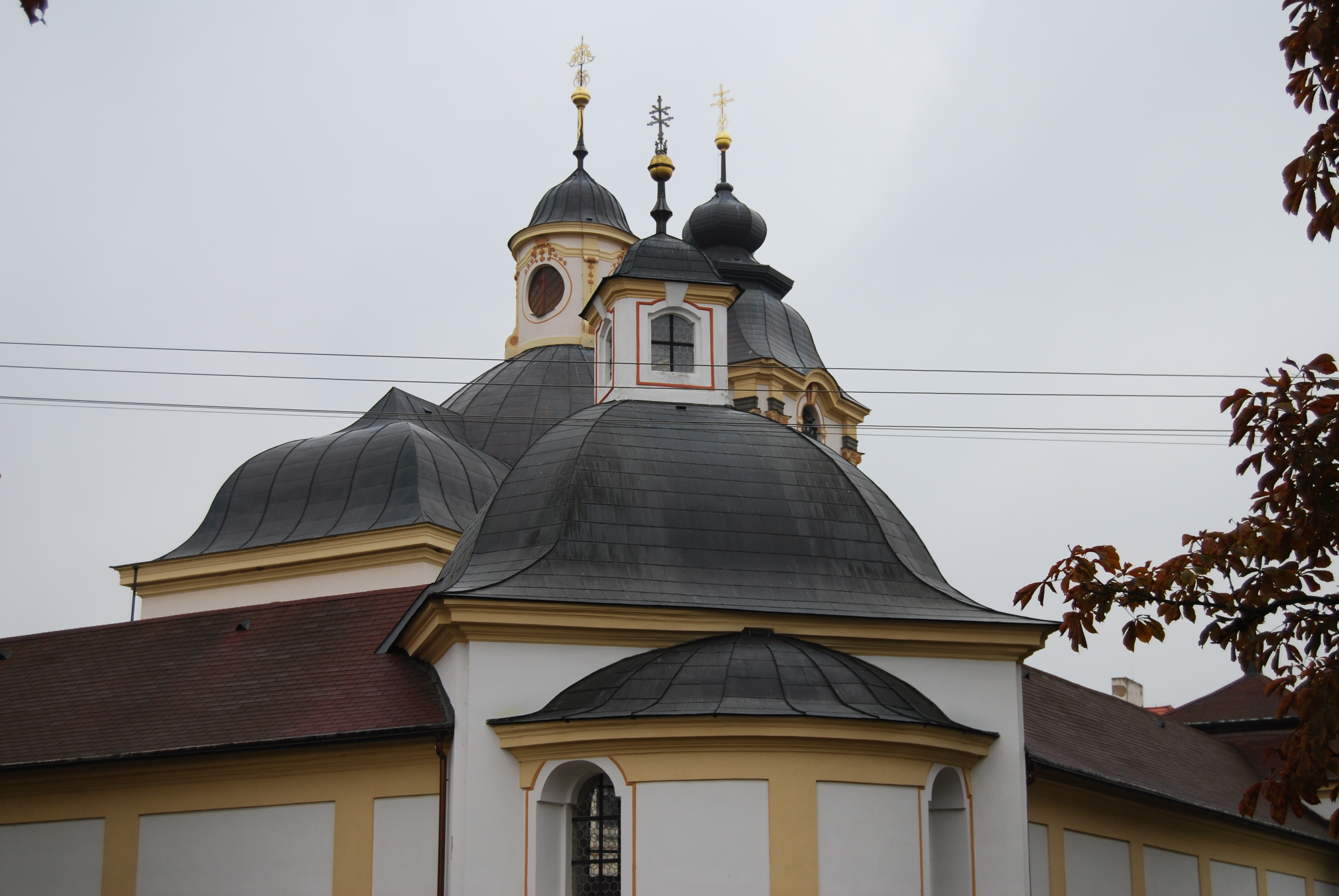
Kostel Panny Marie
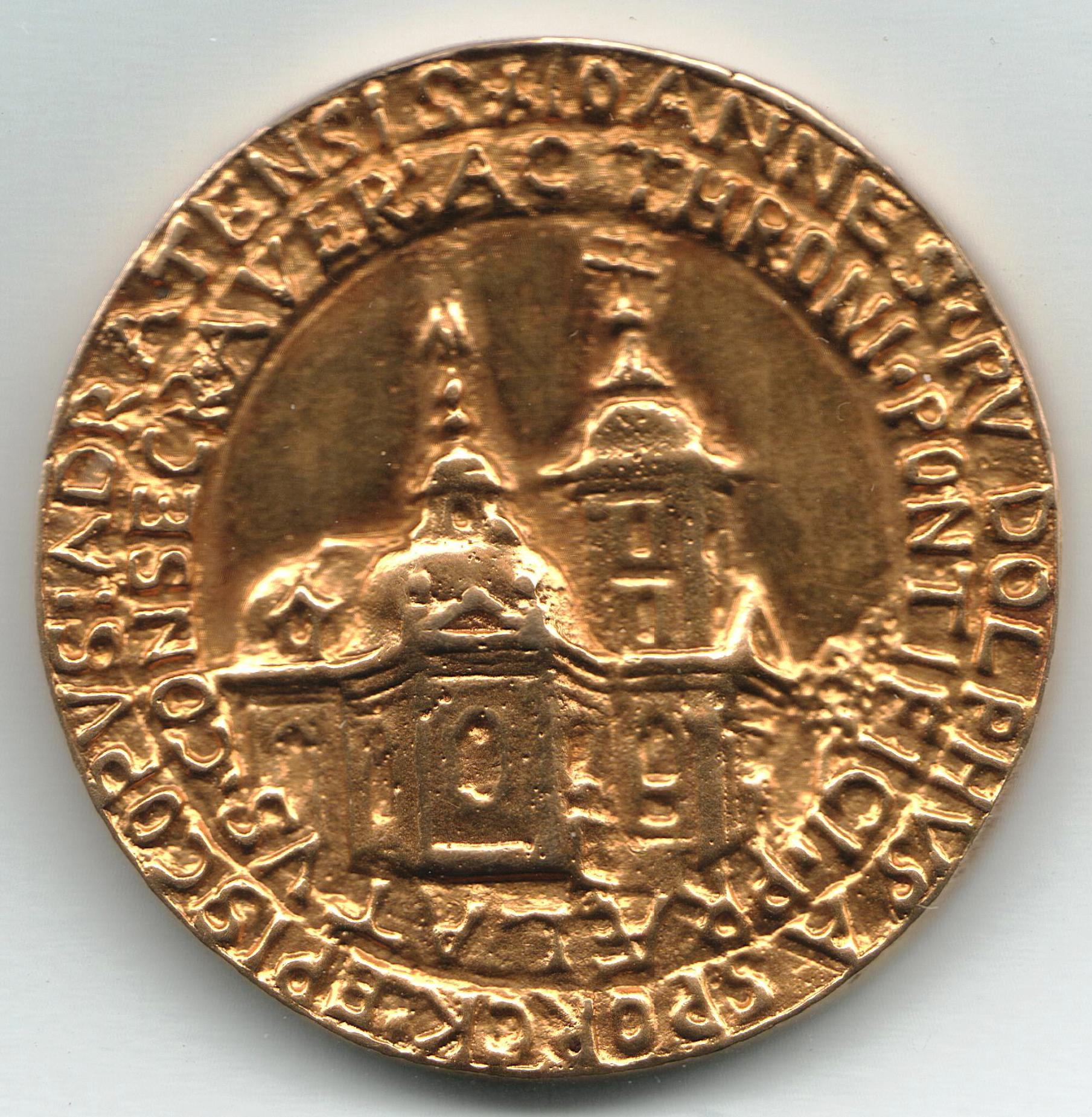
Medaile k posvěcení kostela
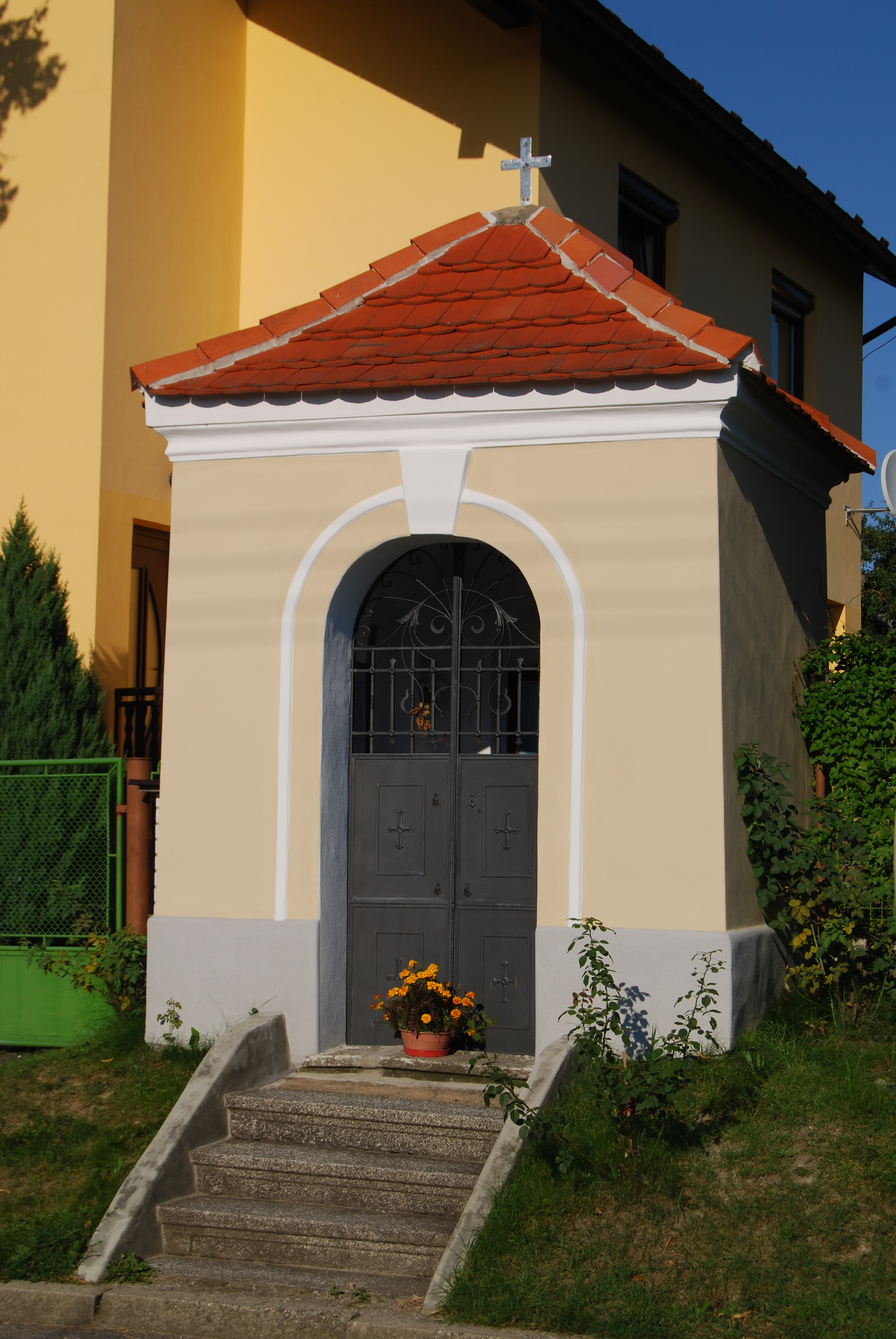
Kaple Na Pokloništi
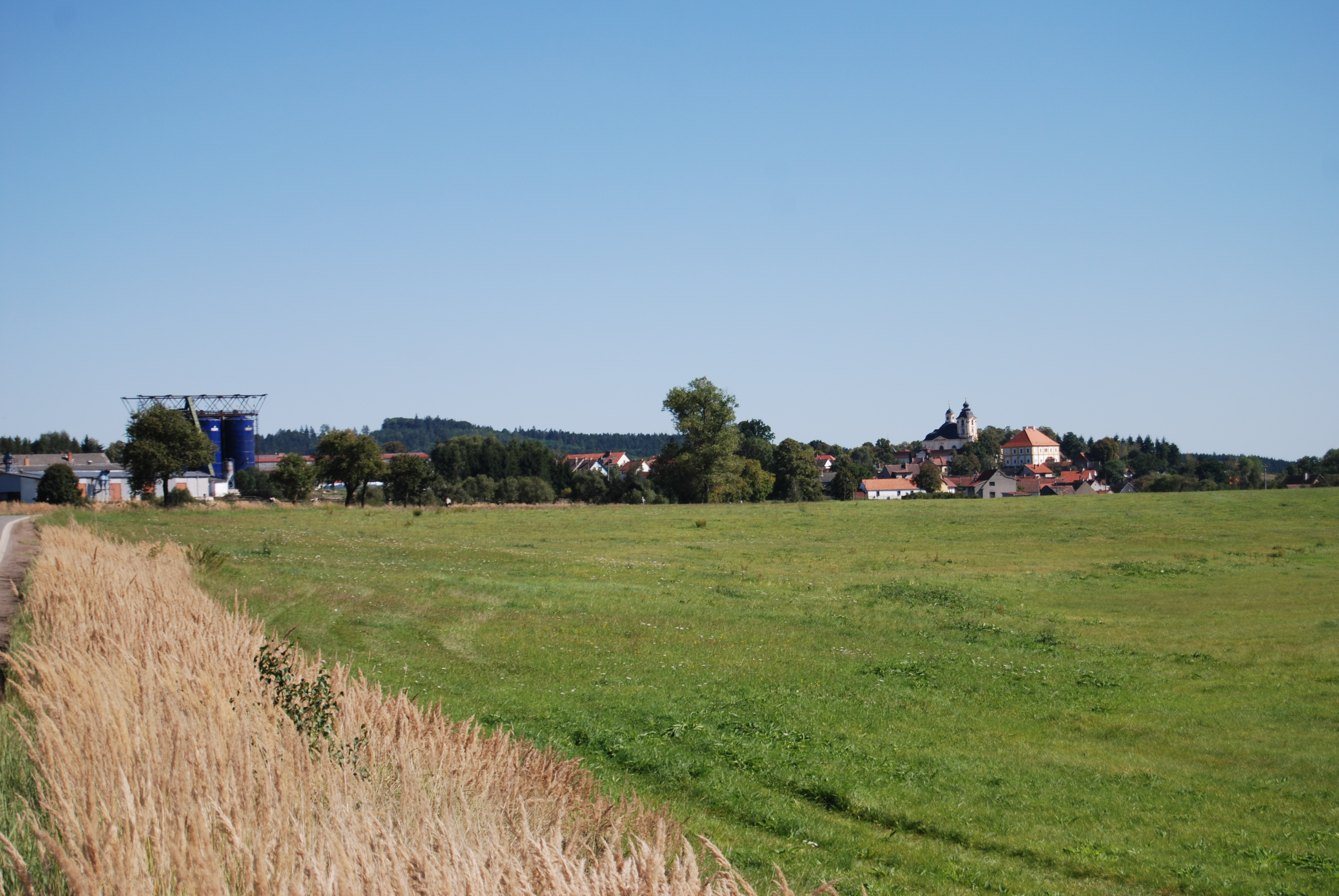
Sepekov od rybníku Pytlák
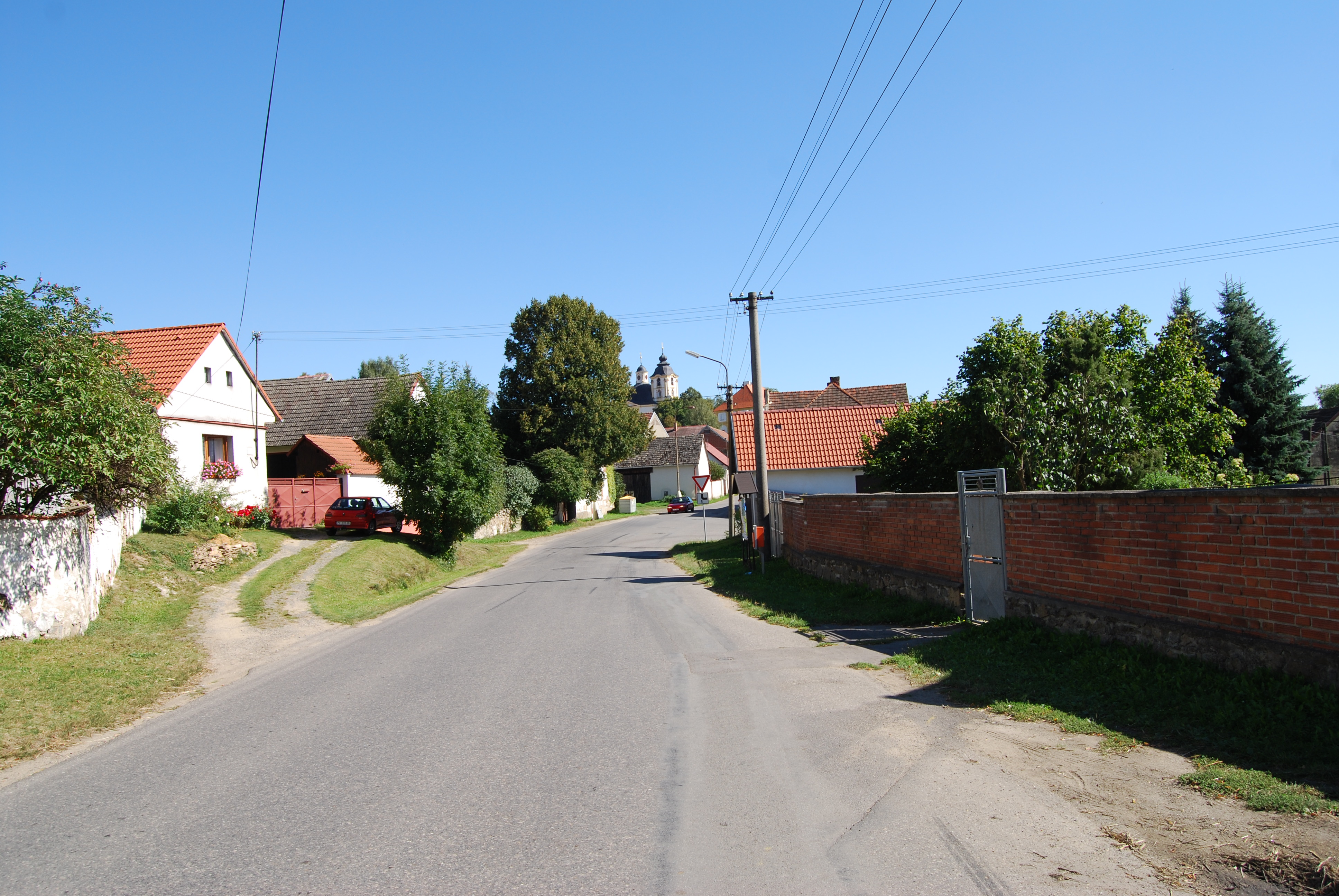
Od Milevska
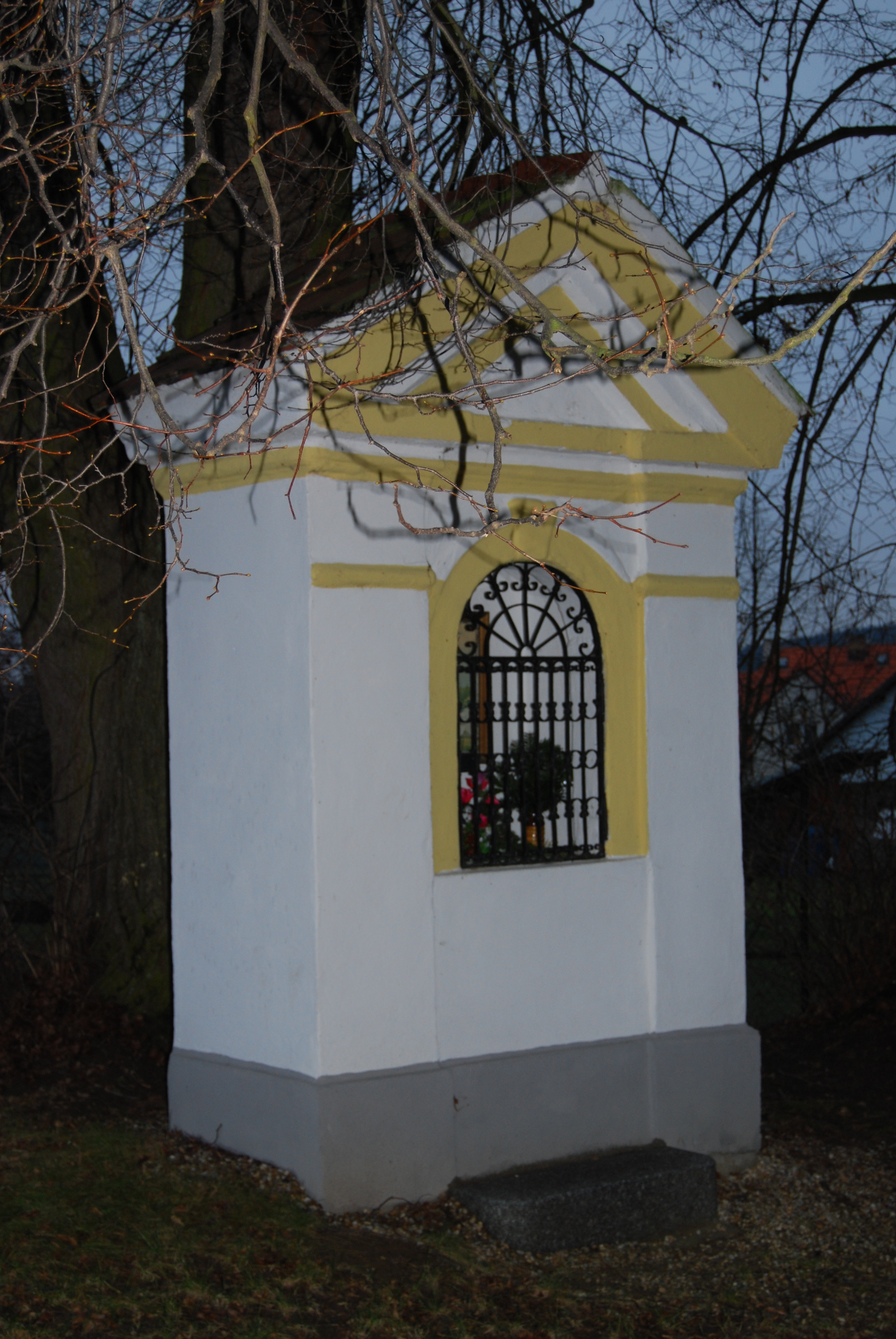
Sepekovská kaplička
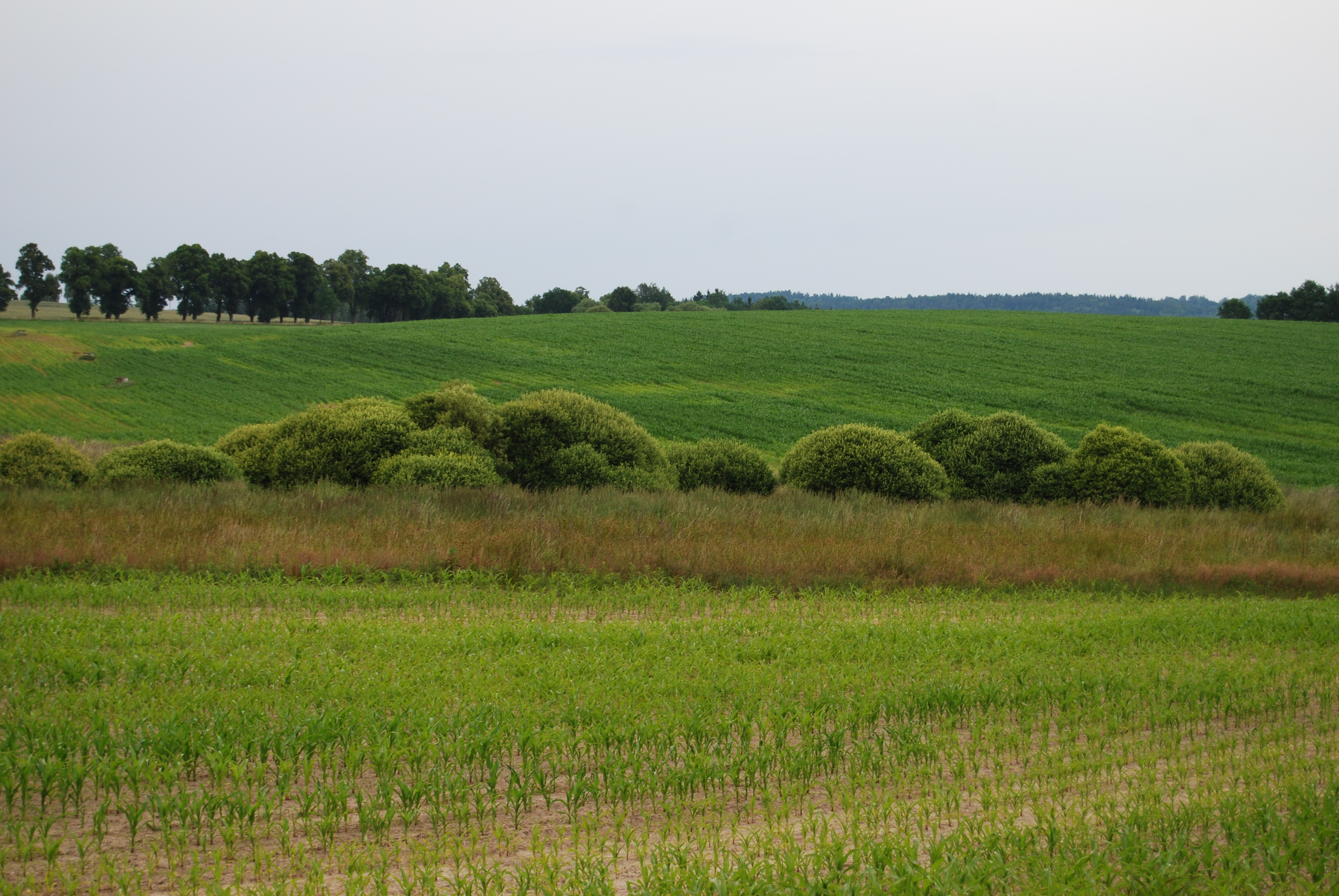
Sepekovská pole
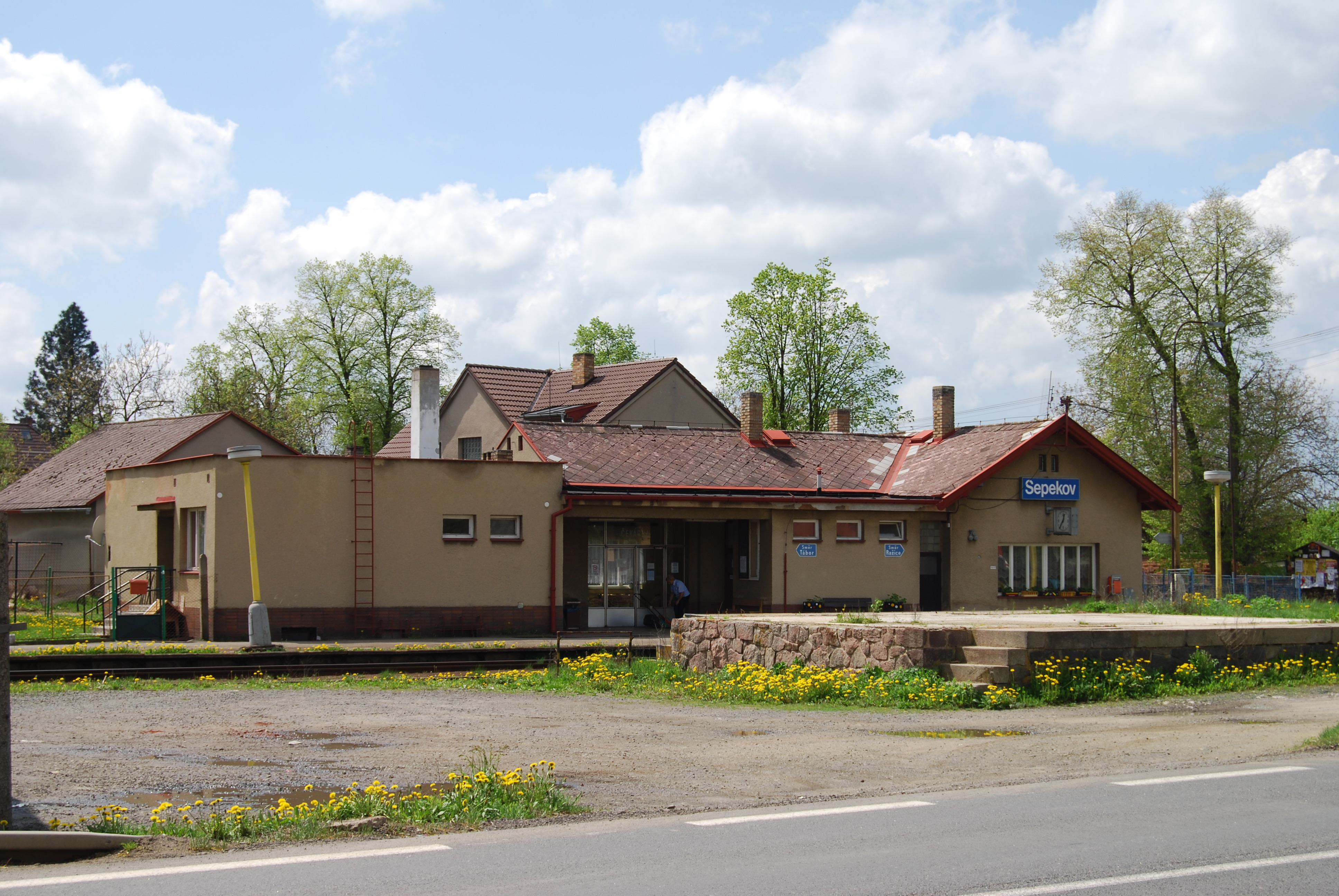
Nádraží
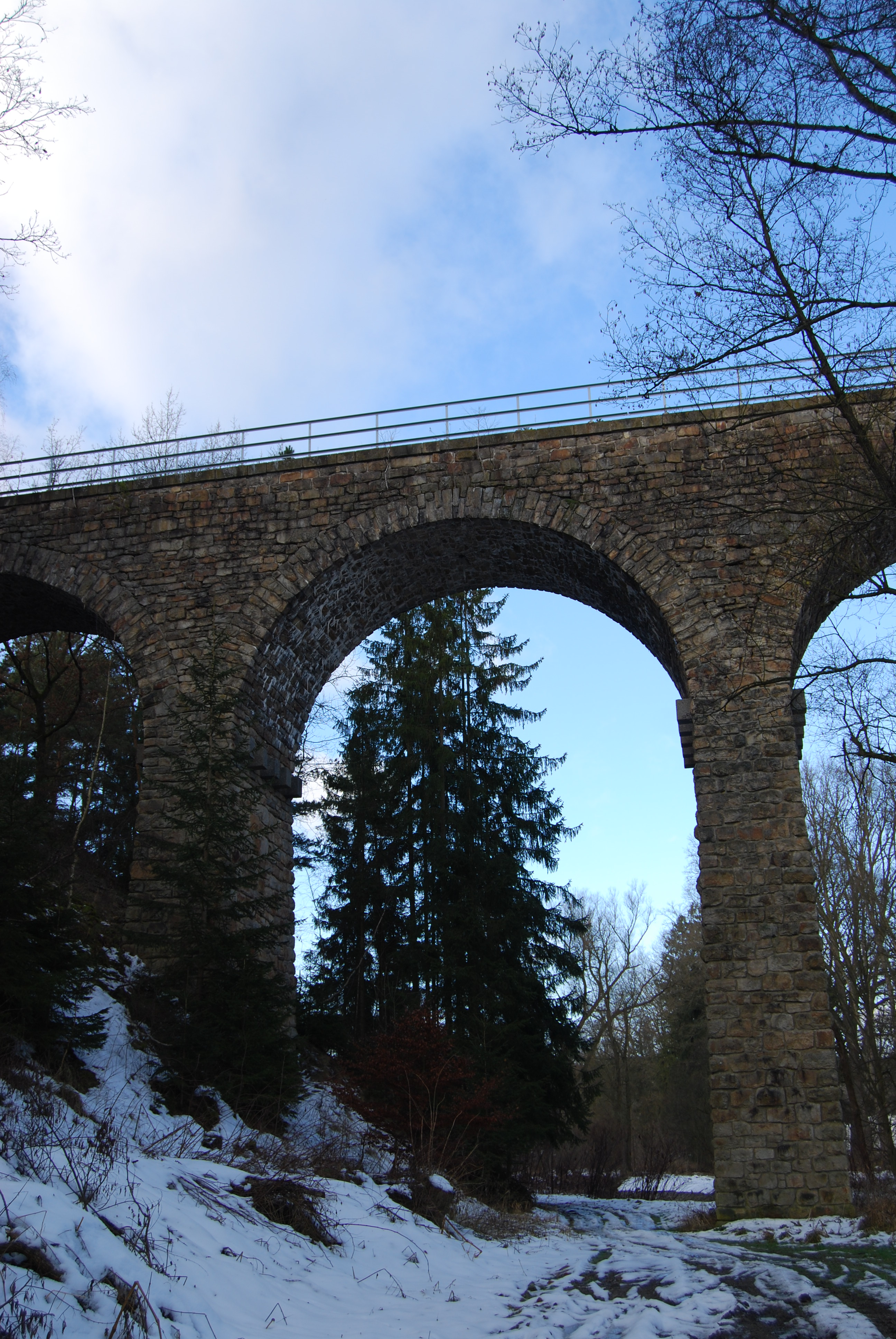
Železniční most